# Les Paul
 Denne artikel omhandler musikeren. Opslagsordet har også en anden betydning, se Gibson Les Paul.
Lester William Polfus (Polsfuss) bedre kendt som Les Paul (9. juni 1915 i Wisconsin, USA – 13. august 2009) var en jazz-guitarist, og en vigtig skikkelse indenfor udviklingen af den moderne elektriske guitar (især Gibsons Les Paul), såvel som multitrack optagelsen. Han var også en af de første til at bruge reverb.
Les Paul modtog en Grammy Trustees Award i 1983 og optaget i Rock and Roll Hall of Fame i kategorien "tidlig indflydelse" i 1988.

## Karriere
Paul blev først interesseret i musik, da han var otte år, hvor han begyndte at spille på mundharmonika. Efter at have prøvet at lære at spille banjo, fik Paul så interesse for guitaren. I tretten-års alderen var Paul allerede begyndt at spille halv-professionelt som country-guitarist, og da han var sytten, spillede han med Rube Tronson's Cowboys. Lidt derefter gik han ud af skolen for at flytte til Saint Louis og blev medlem af Wolverton's Radio Band.
I 1930'erne arbejdede Paul i Chicago, hvor han spillede jazz i radioen. Pauls to første albums udkom i 1936, det ene under navnet Rhubarb Red (Pauls country-pseudonym), og det andet som en del af bluessangeren Georgia Whites band.
Paul var ikke specielt begejstret for de halv-akustiske guitarer, der blev solgt i 30'erne, og begyndte at eksperimentere med sine egne designs.
I 1938 flyttede Paul til New York, og fik en plads i radio-showet Fred Waring's Pensylvannians. I 1943 flyttede Paul igen, denne gang til Hollywood, hvor han grundlagde en ny trio. Den 2. juli 1944 spillede Les Paul i den første Jazz at the Philharmonic concert i Los Angeles sammen med blandt andre Nat King Cole, som stand-in for Oscar Moore. Pauls trio spillede også i Bing Crosbys radio-show samme år. Crosby sponsorerede så nogle af Pauls optagelser, og Paul og Crosby indspillede nogle numre sammen, deriblandt "It's Been A Long, Long Time", som blev et stort hit i 1945. Foruden at spille med Crosby og The Andrews Sisters, udgav Pauls egen trio også en række albums sidst i 1940'erne.
I 1941 designede og byggede Paul en af de første elektriske guitarer. Forinden havde Adolf Rickenbacker dog allerede siden 1932 produceret elektrisk forstærkede guitarer. Da Paul kom til Gibson i 1945 med sin guitar, som blev kaldt "The Log" efter den kævle der udgjorde det for kroppen, afviste de den på stedet, og han blev omtalt som "Knægten med kosteskaftet med Pick-upper på". Senere da Leo Fender lancerede Telecasteren prøvede de at få Les Paul kendt igen, da de nu så hvor storartet en idé Paul egentlig var kommet på. Gibson lavede en række af disse guitarer til Paul, men insisterede på at deres navn ikke blive sat på dem. I senere år skiftede de mening, og Gibson Les Paul-guitarer er blevet solgt næsten uafbrudt siden 1954.

## Ekstern henvisning
- Wikimedia Commons har flere filer relateret til Les Paul
- Opfinderen af den elektriske guitar fylder 90
- Verden har mistet en utrolig forgangsmand og musiker